# 中国宪政网
中国宪政网（China Constitutionalism website；Website of Chinese Constitutionalism）是一家位于中国北京的宪法学与行政法学网站，由中国人民大学宪政与行政法治研究中心于2003年5月28日创办。2018年，“中国宪政网”更名为“中国宪治网”。目前，该网站已经无法访问。
中国宪政网为宪法学与行政法学研究者提供一个表达学术思想和意见交流的平台，为实务部门的立法者、检察官、律师等法律人开展法律实践活动提供研究资料。
中国宪政网试图“点燃中国宪政的圣火”，在中国大陆法学界、尤其是宪法与行政法学界具有较大的影响力。

## 反驳宪政属资论
2013年5月22日，中国人民大学法学院教授杨晓青在中国共产党机关刊物《求是》杂志旗下的半月刊《红旗文稿》刊登名为《宪政与人民民主制度之比较研究》一文，指称宪政的关键性制度元素和理念只属于资本主义和资产阶级专政，不属于社会主义人民民主制度。此文一经发表，立即引发中国大陆法学界振动。
中国宪政网表了多名大陆法学家的文章，反驳了杨晓青的“宪政属资论”。反驳文章包括中国宪法学研究会荣誉会长、中国人民大学教授许崇德的《宪法是法治国家应有之义》、中国人民大学法学院长韩大元的《略论社会主义宪政的正当性》、中国社会科学院法学研究所所长李林的《高举社会主义宪政旗帜 推进社会主义民主法治建设》，他们分别认为，杨晓青的“宪政属资论”是“误导典论”、“欺蒙领导”；宪政与社会主义“兼容”；“宪政不是资本主义专利”。